# Nowomykołajiwka (rejon basztański)
Nowomykołajiwka (ukr. Новомиколаївка) – wieś na Ukrainie, w obwodzie mikołajowskim, w rejonie berysławskim, w hromadzie Sofijiwka. W 2001 liczyła 617 mieszkańców, spośród których 599 wskazało jako ojczysty język ukraiński, 17 rosyjski, a 1 mołdawski.